# George Is On
George is On es el segundo álbum del dúo de música electrónica Deep Dish editado el 12 de julio de 2005. Incluye el exitoso «Flashdance» (número 3 en la lista de sencillos del Reino Unido), como así también una nueva versión del clásico de Fleetwood Mac, «Dreams», para la cual Stevie Nicks proporciona nuevas voces. El segundo sencillo «Say Hello» lideró la lista de música dance de Billboard en septiembre de 2005. La versión estadounidense del álbum incluye un mashup de «Flashdance» y «Money for Nothing» de Dire Straits titulada «Flashing for Nothing».

## Lista de canciones
Existen dos versiones, una para los Estados Unidos y otra es una edición internacional.

### Versión para los Estados Unidos
| Disco 1 |                                                                         |                                                    |          |  |
| N.º     | Título                                                                  | Escritor(es)                                       | Duración |  |
| 1.      | «No Stopping For Nicotine» (con Morel)                                  | Dubfire Sharam Richard Morel                       | 5:02     |  |
| 2.      | «Sacramento» (con Morel)                                                | Dubfire Sharam Morel                               | 5:04     |  |
| 3.      | «Flashdance» (con Anousheh)                                             | Ronald Magness Shandi Sinnamon                     | 5:58     |  |
| 4.      | «Swallow Me»                                                            | Dubfire Sharam Alex Neri                           | 5:10     |  |
| 5.      | «Awake Enough» (con Anousheh)                                           | Dubfire Sharam Anousheh Khalili                    | 5:14     |  |
| 6.      | «Everybody's Wearing My Head» (con Morel)                               | Dubfire Sharam Morel                               | 5:33     |  |
| 7.      | «Say Hello» (con Anousheh)                                              | Dubfire Sharam Khalili                             | 4:35     |  |
| 8.      | «Dreams» (con Stevie Nicks)                                             | Stevie Nicks                                       | 4:39     |  |
| 9.      | «Dub Shepherd» (con Janis Leahy)                                        | Dubfire Sharam                                     | 5:54     |  |
| 10.     | «Sexy III»                                                              | Dubfire Sharam                                     | 6:23     |  |
| 11.     | «Sergio's Theme»                                                        | Dubfire Sharam                                     | 5:05     |  |
| 12.     | «In Love With A Friend» (Vocales por Dubfire)                           | Dubfire Michael Raucheisen Sharam                  | 3:51     |  |
| 13.     | «Flashing for Nothing (Sultan Radio Edit)» (Deep Dish vs. Dire Straits) | Mark Knopfler Sting Ronald Magness Shandi Sinnamon | 3:56     |  |

- Disco 2

1. "Flashdance (Guetta & Garraud F*** Me I'm Famous Remix)" – 9:18
2. "Flashdance (Hoxton Whores Remix)" – 7:31
3. "Say Hello (Rock Mix)" – 7:02
4. "Say Hello (Angello & Ingrosso Remix)" – 8:48
5. "Say Hello (Paul Van Dyk Remix)" – 10:33
6. "Say Hello (Dylan Rhymes Acid Thunder Mix)" – 7:15
7. "Say Hello" & "Flashdance" Videos (Enhanced CD Content)

### Versión internacional
1. "Floating" – 4:38
2. "Sacramento" – 5:04
3. "Flashdance" – 5:58
4. "Swallow Me" – 5:10
5. "Awake Enough" – 5:14
6. "Everybody's Wearing My Head" – 5:33
7. "Say Hello" – 4:35
8. "Dreams" – 4:39
9. "Dub Shepherd" – 5:53
10. "Sergio's Theme" – 5:05
11. "In Love With A Friend" – 3:51
12. "Sexy Ill" – 6:23
13. "Bagels" – 6:02
14. "No Stopping For Nicotine" – 5:02

Bonus Track para Japón
15. "Sad Song" – 4:10